# Hei Ling Chau
Hei Ling Chau (kinesiska: 喜靈洲, 喜灵洲) är en ö i Hongkong (Kina). Den ligger i den västra delen av Hongkong. Arean är 1,9 kvadratkilometer.
Terrängen på Hei Ling Chau är lite kuperad. Öns högsta punkt är 163 meter över havet. Den sträcker sig 1,9 kilometer i nord-sydlig riktning, och 2,1 kilometer i öst-västlig riktning.